# Danaus ismare
Danaus ismare is een vlinder uit de familie Nymphalidae, onderfamilie Danainae.
De naam Danaus ismare is voor het eerst geldig gepubliceerd door Cramer in 1780.